# Obrana (vojenství)

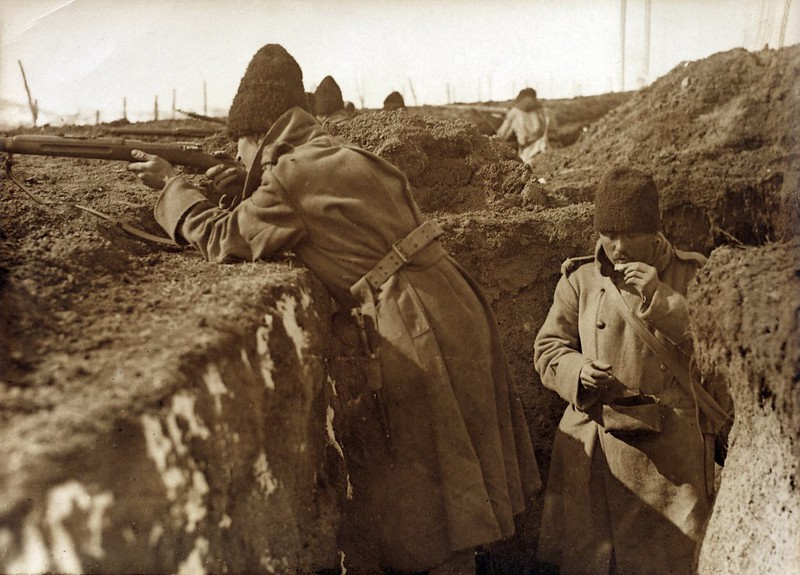
Rumunští vojáci bránící zákopy za první světové války

Obrana je v širším hledisku soubor politických, vojenských, právních, sociálních a jiných opatření, které mají stát připravit k vojenské obraně svého území. Této činnosti se věnuje ve státě jeho ministerstvo obrany. Jde o jednu z nejzásadnějších funkcí státu, který si je jejím prostřednictvím schopen hájit svou suverenitu a územní celistvost.
V užším hledisku jde o způsob vedení boje, defenzivní vojenské válečné operace ozbrojených sil, které mají zabránit postupu nepřítele, maximalizovat jeho ztráty, udržet důležité objekty či území, zabránit plnění jeho cílů, připravit podmínky pro přechod do útoku a převzetí iniciativy. V současnosti jsou útočné vojenské akce povětšinou zakázány mezinárodním právem, moderní vojenské teorii se tak pod pojem obrana zahrnují také eufemismy jako preventivní úder, odzbrojující úder atd.

## Druhy obrany
Existují dva typy obrany, které lze kombinovat:
- manévrová obrana čili mobilní obrana – cílem je způsobit protivníkovi ztráty, vysílit ho, získat čas a ušetřit vlastní síly; důraz je kladen na porážku protivníka v bráněném prostoru
- poziční obrana čili obrana prostoru – předpokládá doprovodnou činnost k dosažení porážky protivníka, bez ní k porážce vést nemusí; používá se tehdy, kdy nelze manévrovat v prostoru; zaměřena je na udržení prostoru a cílem je zabránit tím protivníkovu postupu